# Дети Франции
Дети Франции (фр. Enfants de France) — почётное титулование детей короля Франции и дофина в период Старого Режима, составлявших королевскую семью.

## Понятие «Дети Франции» и титулование
Во Франции XVII—XVIII веков «Детьми Франции» называли детей короля и наследника престола (дофина). Сыновья именовались Сын Франции, дочери — Дочь Франции. Вместе с монархом, его супругой и матерью они составляли королевскую семью, отделённую от «принцев крови» (более далёкую родню по мужской линии) и «узаконенных принцев» (легитимированных бастардов с косой чертой на гербах, не имевших прав на корону). Старшим из «Сыновей Франции» считался дофин. Со времён Людовика XIII все «дети Франции» имели право на обращение «Ваше Королевское Высочество», но ему предпочитали традиционные обращения «Месье» (по отношению к старшему из королевских братьев), «Месье дофин» (к дофину), «Месье герцог» с указанием герцогства по отношению к другим принцам, «Мадам» с указанием имени — по отношению к «дочерям Франции».
Носители титула Месье
- Шарль Валуа, герцог Орлеанский (1559—1560);
- Анри Валуа, герцог Анжуйский (1560—1574);
- Франсуа, герцог Анжуйский и Алансонский (1574—1584);
- Гастон Бурбон, герцог Орлеанский (1610—1643);
- Филипп I Бурбон, герцог Орлеанский (1643—1701);
- Луи Станислас Бурбон, граф Прованский (1774—1795);
- Шарль Бурбон, граф д’Артуа (1795—1824).

Носители титула Мадам
- Мария Бурбон-Монпансье, герцогиня Орлеанская (1625—1627);
- Генриетта, герцогиня Орлеанская (1659—1670);
- Елизаветой Пфальцская, герцогиня Орлеанская (1671—1722);
- Мария-Жозефина, графиня Прованская (1774—1793);
- графиня Мария-Тереза д’Артуа (1795—1805).

Носители титула Мадам Рояль
- Изабелла (1602—1644);
- Кристина (1644—1663);
- Мария Тереза (1667—1672);
- Мария Луиза Елизавета (1727—1759);
- Мария Тереза (1746—1748);
- Мария Тереза (1778—1792, 1814—1830).

## Внуки Франции
Внуки по мужской линии французских королей и дофинов получали почётное наименование «Внук Франции» или «Внучка Франции». При этом их традиционно называли по их основному титулу (как правило, герцогскому). «Внуков Франции» именовали «Ваше Королевское Высочество», они могли обедать за одним столом с королём и имели право сидеть в кресле в его присутствии. Как хозяева «Внуки Франции» должны были предлагать кресла только иностранным монархам, к которым обращались «монсеньор», а не «сир», как простые смертный. Они не наносили визитов иностранным послам, не протягивали им руку в знак приветствия. Полный траур «внуки Франции» должны были носить только по умершим членам королевской семьи.
При въезде в город «Внуков Франции» встречали пальбой из пушек.
Среди «Внучек Франции» традиционно выделялась старшая дочь Месье и Мадам, которую именовали просто Мадемуазель.